# روزماري مارتن
روزماري مارتن (بالإنجليزية: Rosemary Martin)‏ هي ممثلة بريطانية، ولدت في 17 ديسمبر 1936 في إنجلترا في المملكة المتحدة، وتوفيت في 14 أغسطس 1998 في ديفون في المملكة المتحدة بسبب مرض.

## وصلات خارجية
- روزماري مارتن على موقع IMDb (الإنجليزية)
- روزماري مارتن على موقع ميوزك برينز (الإنجليزية)
- روزماري مارتن على موقع قاعدة بيانات الفيلم (الإنجليزية)